# سنگ‌چشمه (ساری)
سنگ‌چشمه، روستایی است از توابع بخش چهاردانگه شهرستان ساری در استان مازندران ایران. این روستا در چند کیلومتری روستاهای خلرد و لالا جای دارد.

## مشاهیر
دکتر مجید مختاری سنگ چشمه مدیر کل دامپزشکی استان مازندران (۱۳۸۵–۱۳۹۳) و از مدیران ارشد سازمان دامپزشکی ایران.
دکتر عبد الله محمدی سنگ چشمه عضو هیئت علمی گروه علوم دامی دانشگاه تهران و فارغ التحصیل بیوتکنولوژی از دانشگاه بن آلمان.

## جمعیت
این روستا در دهستان چهاردانگه قرار دارد و بر پایهٔ سرشماری سال ۱۳۹۰ دارای ۰ نفر جمعیت می‌باشد.

## معدن زغال سنگ
این روستا دارای یکی از معادن زغال سنگ بخش چهاردانگه یا همان معدن زغال سنگ چشمه می‌باشد.